# Île Tanaga
Pour les articles homonymes, voir Tanaga et Tanaga Est.
L'île Tanaga (Tanax̂ax en aléoute) est une île à l'ouest des îles Andreanof, dans la partie sud-ouest des îles Aléoutiennes en Alaska. L'île fait 40 kilomètres de long pour une largeur variant entre 4 et 32 kilomètres et une superficie de 530 km2, ce qui en fait la 33e plus grande île des États-Unis. Son point culminant est le volcan Tanaga à 1 806 mètres d'altitude, appelé Kusuuginax̂ en aléoute.
L'île Tanaga se situe à environ 100 kilomètres à l'ouest de l'île Adak, la plus proche île habitée. Il y a plusieurs grandes chutes d'eau sur l'île qui est inhabitée, mais plusieurs cabines sont indiquées sur la carte marine NOAA, ainsi que quelques villages aléoutes sur la côte est de l'île.
Il n'y a pas de mammifères terrestres indigènes sur l'île.
Une base d'atterrissage d'urgence de l'United States Navy a été établie en juillet 1943 en tant que complément à la base d'opération navale de Adak. Les Seabees de l'US navy ont construit une piste, un quai pour petites embarcations, une zone de mouillage, des bâtiments de bureaux et de stockage, une installation radio, une cuisine et un réfectoire, une infirmerie et une route en gravier de 6,5 kilomètres en 1943 près de la baie de Lash dans le sud ouest de l'île. Le site fut abandonné en 1945. La tour de contrôle est toujours indiquée sur les cartes marines.

## Volcanisme
La dernière éruption connue du Tanaga est survenue en 1914. Des éruptions antérieures ont été rapportées en 1763-1770, 1791 et 1829. Les rapports de ces éruptions sont vagues mais les dépôts sur les flancs du volcan montrent que les éruptions typiques produisent des coulées de blocs de lave et occasionnellement des nuages de cendres.
Les éruptions se sont produites tant par l'évent du sommet que par un évent satellite de 1 584 mètres sur le flanc nord du volcan. Immédiatement à l'ouest du Tanaga se trouve le Sajaka, un autre volcan de 1 354 mètres.
Le Takawangha (1 449 mètres) est le plus souvent couvert de glace, à l'exception des quatre jeunes cratères qui ont éjecté des coulées de cendres et de lave dans les derniers milliers d'années. Des parties de Takawangha ayant connu une altération hydrothermale sont peut-être instables et pourraient localement produire des avalanches de débris. Aucune éruption à partir de Sajaka ou de Takawangha n'a été rapportée. Les recherches sur le terrain montrent cependant que des éruptions ont eu lieu récemment et il est possible que les éruptions historiques attribuées uniquement au Tanaga puissent plutôt provenir de ces autres évents.

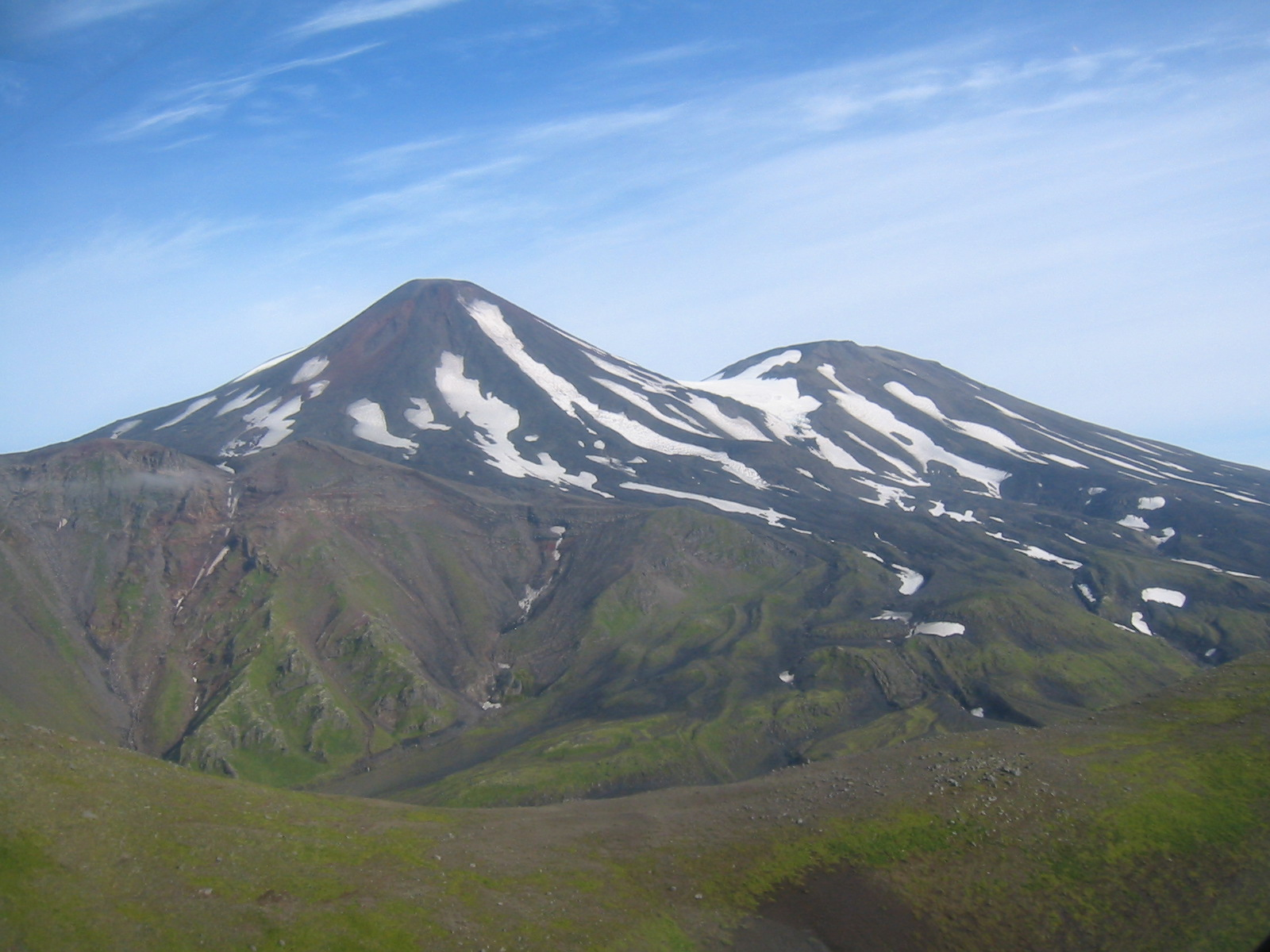
Vue des volcans Tanaga (à gauche) et Tanaga Est (à droite).